# Takashi Rakuyama
Takashi Rakuyama (japanisch 楽山 孝志 Rakuyama Takashi; * 11. August 1980 in der Präfektur Toyama) ist ein ehemaliger japanischer Fußballspieler.

## Karriere
Rakuyama erlernte das Fußballspielen in der Schulmannschaft der Shimizu Commercial High School und der Universitätsmannschaft der Chūkyō-Universität. Seinen ersten Vertrag unterschrieb er 2003 bei den JEF United Ichihara (heute: JEF United Chiba). Der Verein spielte in der höchsten Liga des Landes, der J1 League. 2005 und 2006 gewann er mit dem Verein den J.League Cup. Für den Verein absolvierte er 41 Erstligaspiele. Im Juli 2008 wechselte er zum Zweitligisten Sanfrecce Hiroshima. 2008 wurde er mit dem Verein Meister der J2 League und stieg in die J1 League auf. Für den Verein absolvierte er 24 Ligaspiele. Danach spielte er bei den FK Chimki und FC Shenzhen. Ende 2013 beendete er seine Karriere als Fußballspieler.

## Erfolge
JEF United Chiba
- J.League Cup

Sieger: 2005, 2006